# Bungarus
Bungarus Daudin, 1803 è un genere di serpenti della famiglia Elapidae, diffuso in Asia. I nomi comuni sono bungaro o krait.

## Tassonomia
Comprende le seguenti specie:
- Bungarus andamanensis Biswas & Sanyal, 1978
- Bungarus bungaroides Theodore Edward Cantor, 1839
- Bungarus caeruleus Schneider, 1801
- Bungarus candidus Linnaeus, 1758
- Bungarus ceylonicus Günther, 1864
- Bungarus fasciatus Schneider, 1801
- Bungarus flaviceps Reinhardt, 1843
- Bungarus lividus Cantor, 1839
- Bungarus magnimaculatus Wall and Evans, 1901
- Bungarus multicinctus Blyth, 1861
- Bungarus niger Wall, 1908
- Bungarus sindanus Boulenger, 1897
- Bungarus slowinskii Kuch, Kizirian, Nguyen, Lawson, Donnelly & Mebs, 2005